# Chinees Taipei op de Olympische Zomerspelen 2008
Chinees Taipei (tot 1984 als "Taiwan") nam deel aan de Olympische Zomerspelen 2008 in Peking, China. Chinees Taipei debuteerde op de Zomerspelen in 1932 als Republiek China en deed in 2008 voor de zestiende keer mee. Bij de vorige editie werd twee keer goud, twee keer zilver en een keer brons gewonnen. Nu werden er tijdens deze editie vier medailles behaald, die allemaal van brons waren. Later werden er twee omgezet naar goud en zilver.

## Medailleoverzicht
| Sport         | Olympiër      | Discipline    | Medaille |
| ------------- | ------------- | ------------- | -------- |
| Gewichtheffen | Chen Wei-Ling | tot 48 kg (v) | *        |
| Gewichtheffen | Lu Ying-chi   | tot 63 kg (v) | *        |
| Taekwondo     | Chu Mu-yen    | tot 56 kg (m) | Brons    |
| Taekwondo     | Sung Yu-chi   | tot 68 kg (m) | Brons    |

Op 17 november 2016 werd de bronzenplak van Lu Ying-chi omgezet naar zilver, op 12 januari 2017 volgde die van Chen Wei-Ling naar goud.

## Deelnemers en resultaten

### Atletiek
| Olympiër         | Discipline      | Resultaat | Prestatie                             |
| ---------------- | --------------- | --------- | ------------------------------------- |
| Wu Wen-chien     | marathon (m)    | 59e       | 2:26.55                               |
| Chang Ming-huang | kogelstoten (m) | 40e       | kwalificatie groep B: 18de met 17,43m |
|                  |                 |           |                                       |
| Lin Chia-ying    | kogelstoten (v) | 28e       | kwalificatie groep B: 12de met 16,32m |

### Badminton
| Olympiër                      | Discipline     | Resultaat | Prestatie |
| ----------------------------- | -------------- | --------- | --- |
| Hsieh Yu-hsing                | enkelspel (m)  | 5e        | 1ste ronde: W van IRI Mehrabi: 21-16, 21-12 2de ronde: W van VIE Minh: 21-16, 15-21, 21-15 3de ronde: W van MAS Wong: 14-21, 21-17, 21-18 kwartfinale: V van CHN Chen: 8-21, 4-21 |
|                               |                |           | |
| Cheng Shao-chieh              | enkelspel (v)  | 17e       | 1ste ronde: vrij 2de ronde: V van CHN Xie: 1-21, 9-21 |
| Cheng Wen-hsing Chien Yu-chin | dubbelspel (v) | 17e       | 1ste ronde: W van RSA Edwards/Botts: 21-6, 21-12 2de ronde: V van CHN Zhang/Wei: 14-21, 18-21                                                                                     |

### Boogschieten
| Olympiër                                    | Discipline      | Resultaat | Prestatie |
| ------------------------------------------- | --------------- | --------- | --- |
| Chen Szu-yuan                               | individueel (m) | 17e       | plaatsingsronde: 38ste met 654 punten 1ste ronde: W van MAS Marbawi: 107-106 2de ronde: V van RUS Tsryempilov: 101-109 |
| Kuo Cheng-wei                               | individueel (m) | 17e       | plaatsingsronde: 29ste met 659 punten 1ste ronde: W van PHI Javier: 106-102 2de ronde: V van KOR Park: 110-111         |
| Wang Cheng-pang                             | individueel (m) | 17e       | plaatsingsronde: 11de met 667 punten 1ste ronde: W van BHU Peljor: 110-102 2de ronde: V van JPN Moriya: 109-114        |
| Chen Szu-yuan Kuo Cheng-wei Wang Cheng-pang | team (m)        | 5e        | plaatsingsronde: 7de met 1980 punten 1ste ronde: W van Verenigde Staten: 222-218 kwartfinale: V van Oekraïne: 211-214  |
|                                             |                 |           | |
| Wei Pi-hsiu                                 | individueel (v) | 33e       | plaatsingsronde: 58ste met 585 punten 1ste ronde: V van GBR Williamson: 99-108                                         |
| Wu Hui-ju                                   | individueel (v) | 33e       | plaatsingsronde: 29ste met 634 punten 1ste ronde: V van VEN Brito: 98-104                                              |
| Yuan Shu-chi                                | individueel (v) | 17e       | plaatsingsronde: 6de met 652 punten 1ste ronde: W van AUS Feeney: 104-101 2de ronde: V van CHN Zhang: 105-110          |
| Yuan Shu-chi Wu Hui-ju Yuan Shu-chi         | team (v)        | 9e        | plaatsingsronde: 8ste met 1871 punten 1ste ronde: V van Italië: 211-215                                                |

### Gewichtheffen
| Olympiër          | Discipline | Resultaat | Prestatie                                                   |
| ----------------- | ---------- | --------- | ----------------------------------------------------------- |
| Wang Shin-yuan    | -56kg (m)  | 7e        | trekken: 11de met 115kg stoten: 7de met 150kg totaal: 265kg |
| Yang Chin-yi      | -56kg (m)  | 4e        | trekken: 4de met 128kg stoten: 4de met 157kg totaal: 285kg  |
| Yang Sheng-hsiung | -62kg (m)  | 9e        | trekken: 9de met 130kg stoten: 9de met 157kg totaal: 287kg  |
|                   |            |           |                                                             |
| Chen Wei-ling     | -48kg (v)  | Goud      | trekken: 5de met 84kg stoten: 3de met 112kg totaal: 196kg   |
| Lu Ying-chi       | -63kg (v)  | Zilver    | trekken: 3de met 104kg stoten: 3de met 127kg totaal: 231kg  |

### Honkbal
| Olympiër | Discipline | Resultaat | Prestatie |
| --- | ---------- | --------- | --- |
| Tsao Chin-hui Yang Chien-fu Chen Wei-yin Chang Chih-chi Pan Wei-lun Ni Fu-te Hsu Wen-hsiung Lo Chia-jen Cheng Kai-wen Lee Cheng-chang Yeh Chun-chang Kao Chih-kang Chen Feng-min Chiang Chih-hsien Peng Cheng-min Lin Chih-sheng Kuo Yen-wen Shih Chih-wei Chang Tai-shan Lo Kuo-hui Lin Che-hsuan Chen Chin-feng Pan Wu-hsiung Chang Chien-ming | mannen     | 17e       | groepsfase: 5de W van Nederland: 5-0 V van Zuid-Korea: 8-9 V van Japan: 1-6 V van Verenigde Staten: 2-4 V van China: 7-8 W van Canada: 6-5 V van Cuba: 0-1 |

| Groepsfase |                  |             |             |             |
| #          | Land             | Wedstrijden | Wedstrijden | Wedstrijden |
| #          | Land             | G           | W           | V           |
| 1          | Zuid-Korea       | 7           | 7           | 0           |
| 2          | Cuba             | 7           | 6           | 1           |
| 3          | Verenigde Staten | 7           | 5           | 2           |
| 4          | Japan            | 7           | 4           | 3           |
| 5          | Chinees Taipei   | 7           | 2           | 5           |
| 6          | Canada           | 7           | 2           | 5           |
| 7          | Nederland        | 7           | 1           | 6           |
| 8          | China            | 7           | 1           | 6           |

| Ronde       | Datum  | Plaats         | Land | Score            | Land |
| ----------- | ------ | -------------- | ---- | ---------------- | ---- |
| Groepsfase  |        |                |      |                  |      |
| 13 augustus | Peking | Chinees Taipei | 5-0  | Nederland        |      |
| 14 augustus | Peking | Chinees Taipei | 8-9  | Zuid-Korea       |      |
| 15 augustus | Peking | Chinees Taipei | 1-6  | Japan            |      |
| 16 augustus | Peking | Chinees Taipei | 2-4  | Verenigde Staten |      |
| 17 augustus | Peking | Chinees Taipei | 7-8  | China            |      |
| 18 augustus | Peking | Chinees Taipei | 6-5  | Canada           |      |
| 19 augustus | Peking | Chinees Taipei | 0-1  | Cuba             |      |

### Judo
| Olympiër       | Discipline | Resultaat | Prestatie |
| -------------- | ---------- | --------- | --- |
| Shih Pei-chung | -52kg (v)  | 15e       | 1ste ronde: vrij 2de ronde: V van KAZ Kaliyeva: yuko                                                                                           |
| Wang Chin-fang | -63kg (v)  | 9e        | 1ste ronde: W van FIN Ylinen: ippon 2de ronde: W van NEP Thapa: ippon 3de ronde: V van CUB Gonzalez: yuko herkansingen: V van AUT Heill: ippon |

### Roeien
| Olympiër      | Discipline | Resultaat | Prestatie |
| ------------- | ---------- | --------- | --- |
| Wang Ming-hui | skiff (m)  | 23e       | serie 6: 4de in 7.46,83 kwartfinale 3: 5de in 7.17,08 halve finale C/D: 5de in 7.23,75 finale D: 5de in 7.16,28 |

### Schietsport
| Olympiër      | Discipline           | Resultaat | Prestatie                                        |
| ------------- | -------------------- | --------- | ------------------------------------------------ |
| Huang Yi-ling | 25m pistool (v)      | 39e       | kwalificatie: 39ste met 563 punten (281-282)     |
| Huang Yi-ling | 10m luchtpistool (v) | 22e       | kwalificatie: 39ste met 379 punten (96-93-94-96) |

### Softbal
| Olympiër | Discipline | Resultaat | Prestatie |
| --- | ---------- | --------- | --- |
| Chen Miao-yi Chiang Hui-chuan Chueh Ming-hui Hsu Hsiu-ling Huang Hui-wen Lai Meng-ting Lai Sheng-jung Li Chiu-ching Lin Su-hua Lo Hsiao-ting Lu Hsueh-mei Pan Tzu-hui Tung Yun-chi Wen Li-hsiu Wu Chia-yen | vrouwen    | 5e        | groepsfase: 5de V van Canada: 1-6 V van Japan: 1-2 W van Venezuela: 3-0 V van Australië: 1-3 V van Verenigde Staten: 0-7 W van China: 2-1 |

| Groepsfase |                  |             |             |             |    |    |     |        |
| #          | Land             | Wedstrijden | Wedstrijden | Wedstrijden |    |    |     | Punten |
| #          | Land             | G           | W           | V           |    |    |     | Punten |
| 1          | Verenigde Staten | 7           | 7           | 0           | 53 | 1  | +52 | 1000   |
| 2          | Japan            | 7           | 6           | 1           | 23 | 13 | +10 | .857   |
| 3          | Australië        | 7           | 5           | 2           | 30 | 11 | +19 | .714   |
| 4          | Canada           | 7           | 3           | 4           | 17 | 23 | -6  | .429   |
| 5          | China            | 7           | 2           | 5           | 19 | 21 | -2  | .286   |
| 6          | Chinees Taipei   | 7           | 2           | 5           | 10 | 23 | -13 | .286   |
| 7          | Venezuela        | 7           | 2           | 5           | 15 | 35 | -20 | .286   |
| 8          | Nederland        | 7           | 1           | 6           | 8  | 48 | -40 | .143   |

| Ronde       | Datum  | Plaats           | Land | Score          | Land |
| ----------- | ------ | ---------------- | ---- | -------------- | ---- |
| Groepsfase  |        |                  |      |                |      |
| 12 augustus | Peking | Chinees Taipei   | 1-6  | Canada         |      |
| 16 augustus | Peking | Japan            | 2-1  | Chinees Taipei |      |
| 12 augustus | Peking | Chinees Taipei   | 3-0  | Venezuela      |      |
| 16 augustus | Peking | Australië        | 3-1  | Chinees Taipei |      |
| 16 augustus | Peking | Verenigde Staten | 7-0  | Chinees Taipei |      |
| 12 augustus | Peking | Chinees Taipei   | 2-1  | China          |      |

### Taekwondo
| Olympiër      | Discipline | Resultaat | Prestatie |
| ------------- | ---------- | --------- | --- |
| Chu Mu-yen    | -58kg (m)  | Brons     | voorronde: W van KEN Wamwiri: 8-0 kwartfinale: V van DOM Mercedes: 2-3 herkansingen: W van POR Povoa: 1-0 bronzen finale: W van THA Khawlaor: 4-3 |
| Sung Yu-chi   | -68kg (m)  | Brons     | voorronde: W van NZL Campbell: 4-0 kwartfinale: W van UZB Kim: 3-2 halve finale: V van KOR Son: 6-7 bronzen finale: W van GER Manz: 4-3           |
|               |            |           | |
| Yang Shu-chun | -49kg (v)  | 5e        | voorronde: W van COL Mora: 0-(-1) kwartfinale: W van IRI Fekri: 3-2 halve finale: V van CHN Wu: 1-4 bronzen finale: V van CUB Montejo: 2-3        |
| Su Li-wen     | -57kg (v)  | 5e        | voorronde: V van KOR Lim: 0-1 herkansingen: W van NZL Cheong: 1-0 bronzen finale: V van CRO Zubčić: 4-5                                           |

### Tafeltennis
| Olympiër                                        | Discipline    | Resultaat | Prestatie |
| ----------------------------------------------- | ------------- | --------- | --- |
| Chiang Peng-lung                                | enkelspel (m) | 33e       | voorronde: vrij 1ste ronde: vrij 2de ronde: V van PRK Kim: 2-4 (7-11, 11-8, 8-11, 11-7, 4-11, 10-12)                                               |
| Chuang Chih-yuan                                | enkelspel (m) | 17e       | voorronde: vrij 1ste ronde: vrij 2de ronde: vrij 3de ronde: V van SIN Zi: 3-4 (12-14, 11-7, 8-11, 11-7, 11-5, 7-11, 10-12)                         |
| Chang Yen-shu Chiang Peng-lung Chuang Chih-yuan | team (m)      | 7e        | groep C: 2de V van Zuid-Korea: 1-3 W van Zweden: 3-2 W van Brazilië: 3-1 bronzen play-off: V van Hongkong: 0-3                                     |
|                                                 |               |           | |
| Huang I-hua                                     | enkelspel (v) | 33e       | voorronde: vrij 1ste ronde: W van CRO Bakula: 4-1 (11-9, 11-6, 11-7, 9-11, 11-9) 2de ronde: V van LUX Xialian: 1-4 (6-11, 11-5, 4-11, 11-13, 7-11) |
| Pan Li-chun                                     | enkelspel (v) | 33e       | voorronde:'W' van EGY Abdul-Aziz: 4-0 (11-4, 11-4, 11-2, 11-1) 1ste ronde: V van TUR Hun: 1-4 (11-9, 9-11, 4-11, 8-11, 6-11)                       |

### Tennis
| Olympiër                       | Discipline     | Resultaat | Prestatie |
| ------------------------------ | -------------- | --------- | --- |
| Lu Yen-hsun                    | enkelspel (m)  | 9e        | 1ste ronde: W van GBR Murray: 7-6(5), 6-4 2de ronde: W van ARG Calleri: 6-4, 6-4 3de ronde: V van AUT Melzer: 2-6, 4-6 |
|                                |                |           | |
| Chan Yung-jan                  | enkelspel (v)  | 33e       | 1ste ronde: V van POL Radwańska: 1-6, 6-7(6)                                                                           |
| Chan Yung-jan Chuang Chia-jung | dubbelspel (v) | 9e        | 1ste ronde: W van FRA Cornet/Razzano: 7-6(2), 6-7(3), 7-5 2de ronde: V van ITA Pennetta/Schiavone: 6-7(1), 6-1, 6-8    |

### Wielersport
| Olympiër      | Discipline      | Resultaat | Prestatie      |
| Baan          | Baan            | Baan      | Baan           |
| ------------- | --------------- | --------- | -------------- |
| Feng Chun-kai | puntenkoers (m) | DNF       | niet gefinisht |

### Zeilen
| Olympiër  | Discipline | Resultaat | Prestatie                                    |
| --------- | ---------- | --------- | -------------------------------------------- |
| Chang Hao | RS:X (m)   | 31e       | 260 punten: (31-29-31-28-28-20-34-DNF-24-35) |

### Zwemmen
| Olympiër       | Discipline           | Resultaat | Prestatie                                                |
| -------------- | -------------------- | --------- | -------------------------------------------------------- |
| Wang Wei-wen   | 200m rugslag (m)     | 49e       | serie 2: 7de in 2.17,20                                  |
| Hsu Chi-chieh  | 200m vlinderslag (m) | 16e       | serie 3: 1ste in 1.56,59 halve finale 1: 8ste in 1.57,48 |
|                |                      |           |                                                          |
| Nieh Pin-chieh | 100m vrije slag (m)  | 43e       | serie 2: 5de in 57,28                                    |
| Yang Chin-kuei | 200m vrije slag (m)  | 37e       | serie 3: 7de in 2.02,84                                  |
| Yang Chin-kuei | 400m vrije slag (m)  | 40e       | serie 3: 8ste in 4.24,78                                 |
| Yang Chin-kuei | 100m vlinderslag (m) | 43e       | serie 2: 3de in 1.01,60                                  |
| Yang Chin-kuei | 200m vlinderslag (m) | 27e       | serie 2: 6de in 2.13,26                                  |
| Lin Man-hsu    | 200m wisselslag (m)  | 36e       | serie 1: 5de in 2.23,29                                  |

Afghanistan · Albanië · Algerije · Amerikaanse Maagdeneilanden · Amerikaans-Samoa · Andorra · Angola · Antigua en Barbuda · Argentinië · Armenië · Aruba · Australië · Azerbeidzjan · Bahama's · Bahrein · Bangladesh · Barbados · België · Belize · Benin · Bermuda · Bhutan · Bolivia · Bosnië en Herzegovina · Botswana · Brazilië · Britse Maagdeneilanden · Bulgarije · Burkina Faso · Burundi · Cambodja · Canada · Centraal-Afrikaanse Republiek · Chili · China · Chinees Taipei · Colombia · Comoren · Congo-Brazzaville · Congo-Kinshasa · Cookeilanden · Costa Rica · Cuba · Cyprus · Denemarken · Djibouti · Dominica · Dominicaanse Republiek · Duitsland · Ecuador · Egypte · El Salvador · Equatoriaal-Guinea · Eritrea · Estland · Ethiopië · Fiji · Filipijnen · Finland · Frankrijk · Gabon · Gambia · Georgië · Ghana · Grenada · Griekenland · Groot-Brittannië · Guam · Guatemala · Guinee · Guinee‑Bissau · Guyana · Haïti · Honduras · Hongarije · Hongkong · Ierland · IJsland · India · Indonesië · Irak · Iran · Israël · Italië · Ivoorkust · Jamaica · Japan · Jemen · Jordanië · Kaaimaneilanden · Kaapverdië · Kameroen · Kazachstan · Kenia · Kirgizië · Kiribati · Koeweit · Kroatië · Laos · Lesotho · Letland · Libanon · Liberia · Libië · Liechtenstein · Litouwen · Luxemburg · Macedonië · Madagaskar · Malawi · Malediven · Maleisië · Mali · Malta · Marshalleilanden · Marokko · Mauritanië · Mauritius · Mexico · Micronesië · Moldavië · Monaco · Mongolië · Montenegro · Mozambique · Myanmar · Namibië · Nauru · Nederland · Nederlandse Antillen · Nepal · Nicaragua · Nieuw-Zeeland · Niger · Nigeria · Noord-Korea · Noorwegen · Oeganda · Oekraïne · Oezbekistan · Oman · Oostenrijk · Oost‑Timor · Pakistan · Palau · Palestina · Panama · Papoea-Nieuw-Guinea · Paraguay · Peru · Polen · Portugal · Puerto Rico · Qatar · Roemenië · Rusland · Rwanda · Saint Kitts en Nevis · Saint Lucia · Saint Vincent en Grenadines · Salomonseilanden · Samoa · San Marino · Sao Tomé en Principe · Saoedi-Arabië · Senegal · Servië · Seychellen · Sierra Leone · Singapore · Slovenië · Slowakije · Soedan · Somalië · Spanje · Sri Lanka · Suriname · Swaziland · Syrië · Tadzjikistan · Tanzania · Thailand · Togo · Tonga · Trinidad en Tobago · Tsjaad · Tsjechië · Tunesië · Turkije · Turkmenistan · Tuvalu · Uruguay · Vanuatu · Venezuela · Verenigde Arabische Emiraten · Verenigde Staten · Vietnam · Wit-Rusland · Zambia · Zimbabwe · Zuid-Afrika · Zuid-Korea · Zweden · Zwitserland
Uitgesloten van deelname: Brunei